# Семенченко Роман Юрійович
Рома́н Ю́рійович Семе́нченко — український військовослужбовець, у системі СБУ очолював Департаменту захисту національної державності (2022—2024), колишній Уповноважений Президента України з питань контролю за діяльністю Служби безпеки України, полковник.

## Короткий життєпис
Має вищу юридичну освіту.
Працює в органах Служби безпеки України з 1993 року, має значний досвід оперативної та управлінської роботи.
Упродовж двох років обіймав посаду заступника начальника УСБУ в Дніпропетровській області.
Указом Президента України №-№ 490/2013 2 вересня 2013 року призначений начальником Управління Служби безпеки України в Житомирській області.

## Державна політична діяльність
11 жовтня 2019 року призначений Уповноваженим Президента України з питань контролю за діяльністю Служби безпеки України.
27 жовтня 2022 року призначений начальником Департаменту захисту національної державності СБУ. Звільнений з цієї посади 31 січня 2024 року.

## Нагороди
- Медаль «За військову службу Україні» (2003)[6]

### Декларація
- Електронна декларація